# Допуск форми
До́пуск фо́рми (англ. tolerance of form) — найбільше допустиме значення відхилення форми.
Під відхиленням (похибкою) форми (англ. form deviation) розуміють невідповідність між формою реальної поверхні або профілю, одержаної при обробці (виготовленні), і теоретичною (номінальною) формою поверхні або профілю, що задана в кресленні, яка оцінюється найбільшою відстанню від точок реального елемента по нормалі до прилеглого елемента.

## Актуальність
Відхилення, або похибки, форми і розташування поверхонь істотно впливають на параметри роботи механізмів, найважливішими з яких є точність і довговічність. Головна відмінність таких відхилень від похибок розмірів полягає у тому, що останні (якщо відсутні відхилення форми і розташування поверхонь) можна компенсувати регулюванням в процесі складання або застосуванням рухомих чи нерухомих компенсаторів. Тому, одночасно із системою допусків і посадок для з'єднань по гладких поверхнях введені і стандарти на допуски форми і розташування поверхонь.
Особливо важливо задавати і дотримуватись обґрунтованих допусків форми і розташування поверхонь при проектуванні засобів вимірювань і металорізальних верстатів. У першому випадку вони можуть викликати похибки вимірювань, а в другому — переноситись на оброблювані деталі. Наприклад, за наявності такої похибки форми, як овальність шийок шпинделя або підшипників шпинделів у токарних, кругло- чи внутрішньо шліфувальних верстатів, така ж овальність отримуватиметься у всіх деталей, оброблених на цих верстатах. 
Тому для точних механізмів призначення і дотримання допусків форми поверхонь деталей є не менш важливим, ніж призначення допусків на лінійні і кутові розміри цих деталей.

## Причини появи відхилень форми
Основні причини, що викликають відхилення форми і розташування поверхонь деталей при механічній обробці, такі:
1) неточності і деформації вузлів і деталей металорізальних верстатів, інструментів і пристосувань, а також деформації самої оброблюваної деталі;
2) нерівномірність припуску на оброблюваній поверхні деталі;
3) неоднорідність хімічного складу і характеристик міцності деталі в різних її перетинах тощо.

## Основні поняття та визначення

Принцип прилеглих поверхонь: L, L_{1}, L_{2} — розміри нормованих ділянок; Δ — відхилення або найбільша відстань від реальної поверхні (прямої) до прилеглої поверхні (прямої)

Прилегле коло, описане навколо зовнішнього профілю (зліва) і вписане у внутрішній профіль (справа)

При кількісній оцінці відхилень форми базою для оцінки є перераховані нижче елементи і поняття.
Номінальна поверхня — ідеальна поверхня, розміри та форма якої відповідають заданим номінальним розмірам і номінальній формі.
Реальна поверхня — поверхня, яка обмежує тіло та відділяє його від навколишнього середовища.
Аналогічно — номінальний і реальний профіль поверхні.
Профіль поверхні — лінія перерізу поверхні з площиною або заданою поверхнею.
В основу нормування відхилень форми та розташування покладено принцип прилеглих поверхонь, прямих та профілів.
Прилегла пряма — пряма, що стикається з реальним профілем і розташована поза матеріалом деталі так, щоб відхилення від неї найвіддаленішої точки реального профілю в межах нормованої ділянки мало мінімальне значення. 
Прилегла поверхня — поверхня, що має форму номінальної поверхні, стикається з реальною поверхнею і розташована поза матеріалом деталі так, щоб відхилення від неї найвіддаленішої точки реальної поверхні в межах нормованої ділянки мало мінімальне значення.
Частковий випадок:
Прилеглий циліндр — циліндр мінімального діаметра, описаний навколо реальної зовнішньої поверхні, або максимального діаметра, вписаний в реальну внутрішню поверхню.
Прилеглий профіль — профіль, який має форму номінального профілю, стикається з реальним профілем і розташований поза матеріалом деталі так, щоб відхилення від нього найвіддаленішої точки реального профілю в межах нормованої ділянки мало мінімальне значення.
Частковий випадок:
Прилегле коло — коло мінімального діаметра, описане навколо реального профілю зовнішньої поверхні обертання, або коло максимального діаметра, вписане в реальний профіль внутрішньої поверхні обертання (див. мал.) .
Поле допуску форми — область в просторі або на площині, усередині якої повинні знаходитися всі точки реального даного елементу в межах нормованої ділянки. Ширина або діаметр поля допуску визначені величиною допуску, а його розташування – прилеглим елементом.
В результаті вимірювання деталі визначають значення відхилення (похибки), які одержані при виготовленні деталі, і порівнюють їх з допуском форми, який заданий на кресленні. Якщо похибка не перевищує допуску, то деталь якісна.

## Відлік відхилень форми
Відхилення форми відлічують від прилеглих поверхонь і профілів.
Кількісно відхилення форми оцінюється найбільшою відстанню точок реальної поверхні від прилеглої поверхні або профілю, зміряної по нормалі до прилеглої поверхні (профілю) в межах нормованої ділянки, при цьому оцінку всіх видів відхилень циліндричних поверхонь виражають у радіусному вираженні. Шорсткість поверхні при цьому зазвичай не включається.

Нормування відхилень форми циліндричних поверхонь

Хвилястість поверхні включається у відхилення форми, але може і нормуватися окремо.
Відхилення форми поділяються на декілька різновидів, до них належать: 
- відхилення від круглості — найбільша відстань від точок реального профілю до прилеглого кола;
- відхилення від циліндричності — найбільша відстань від точок реальної поверхні до прилеглого циліндра в межах нормованої ділянки;
- відхилення від площинності — найбільша відстань від точок реальної поверхні до прилеглої площини в межах нормованої ділянки;
- відхилення від прямолінійності — найбільша відстань від точок реального профілю до прилеглої прямої в межах нормованої ділянки;
- відхилення профілю подовжнього перерізу — найбільша відстань від точок твірних реальної поверхні, що лежать в площині, яка проходить через її вісь, до відповідної сторони прилеглого профілю в межах нормованої ділянки.

### Відхилення плоских поверхонь
Для плоских поверхонь комплексне відхилення форми — відхилення від площинної, а диференційовані — опуклості і западини поверхні. 
Комплексне відхилення профілю для таких поверхонь — відхилення від прямолінійності.

### Відхилення форми циліндричних поверхонь
Для циліндричних поверхонь комплексне відхилення форми — відхилення від циліндричності, яке може складатися з двох інших комплексних відхилень профілю - відхилення від круглості і відхилення профілю подовжнього перетину.
У свою чергу ці комплексні відхилення складаються з диференційованих відхилень — овальності або ограновування (для відхилення від круглості) і бочкоподібності, сідлоподібності, конусоподібності і вигнутості осі (для відхилення профілю подовжнього перетину).

## Допуски на відхилення форми

### Допуск форми заданого профілю
- допуск в діаметральному вираженні — подвоєне найбільше допустиме значення відхилення форми заданого профілю;
- допуск в радіусному вираженні — найбільше допустиме значення відхилення форми заданого профілю[1].

### Допуск форми заданої поверхні
- допуск в діаметральному вираженні — подвоєне найбільше допустиме значення відхилення форми заданої поверхні;
- допуск в радіусному вираженні — найбільше допустиме значення відхилення форми заданої поверхні[1].

### Позначення на кресленнях

Позначення відхилення форми на кресленні

Обмежуються ці відхилення відповідними допусками, заданими на кресленнях: допусками площинності, прямолінійності, циліндричності, круглості і профілю поздовжнього перетину. Умовні знаки для позначення цих допусків показані в нижче.
Символи позначення допуску форми (ДСТУ ГОСТ 2.308:2013, ГОСТ 24642-81; ДСТУ ISO 7083:2009 та ISO 1101:2004(E)):

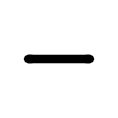
Допуск прямолінійності
Допуск на відхилення від площинності
Допуск круглості
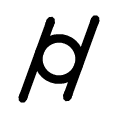
Допуск циліндричності
Допуск профілю поздовжнього перерізу

При позначенні на кресленні застосовують рамку, у першу клітинку якої заносять символ позначення відхилення форми, а в другій — його максимально допустиму величину у міліметрах. Розміри ділянки, на якій нормується відхилення, записують через похилу риску.
Диференційовані допуски форми і профілю указують у вигляді технічних вимог на кресленні.